# Trinitarische Formel (Produktionsfaktoren)
Als trinitarische Formel kritisiert Karl Marx die Auffassung, dass die gesellschaftliche Produktion aus den drei Faktoren Kapital, Boden und Arbeit besteht, welche Profit bzw. Zinsen, Grundrente und Arbeitslohn abwerfen. Die Bezeichnung spielt auf die christliche Lehre von der Dreieinigkeit Gottes an.

## Herausgabe
„Die trinitarische Formel“ ist das 48. Kapitel des dritten Bandes des Werkes Das Kapital. Es ist das erste Kapitel des siebenten Abschnittes „Die Revenuen und ihre Quellen“.
Der dritte Band von Das Kapital wurde 1894, nach Marx’ Tod, von Friedrich Engels herausgegeben. 
Engels hat das 48. Kapitel zusammengestellt aus drei Fragmenten von Marx’ Manuskript für den VI. Abschnitt, gefolgt vom Anfang des Manuskriptes für das 48. Kapitel. Das erste der drei Fragmente ist zum Teil unleserlich; das zweite bricht unvollendet ab.
Von dem Manuskript des 48. Kapitels fehlt ein Foliobogen; es bricht ebenfalls unvollendet ab.

## Inhalt
Marx schreibt:

„Kapital – Profit (Unternehmergewinn plus Zins), Boden – Grundrente, Arbeit – Arbeitslohn, dies ist die trinitarische Form, die alle Geheimnisse des gesellschaftlichen Produktionsprozesses einbegreift.
Da ferner, wie früher gezeigt, der Zins als das eigentliche, charakteristische Produkt des Kapitals und der Unternehmergewinn im Gegensatz dazu als vom Kapital unabhängiger Arbeitslohn erscheint, reduziert sich jene trinitarische Form näher auf diese:
Kapital – Zins, Boden – Grundrente, Arbeit – Arbeitslohn, wo der Profit, die die kapitalistische Produktionsweise spezifisch charakterisierende Form des Mehrwerts, glücklich beseitigt ist.“

Laut Marx ist dies eine verbreitete Ansicht der Vulgärökonomie, die den Alltagsverstand der Agenten der Produktion wiedergibt, aber kein tatsächliches Verständnis der kapitalistischen Ökonomie liefert. Gegen Ende des Manuskriptes schreibt er:

„Kapital – Profit, oder noch besser Kapital – Zins, Boden – Grundrente, Arbeit – Arbeitslohn, in dieser ökonomischen Trinität als dem Zusammenhang der Bestandteile des Werts und des Reichtums überhaupt mit seinen Quellen ist die Mystifikation der kapitalistischen Produktionsweise, die Verdinglichung der gesellschaftlichen Verhältnisse, das unmittelbare Zusammenwachsen der stofflichen Produktionsverhältnisse mit ihrer geschichtlich-sozialen Bestimmtheit vollendet: die verzauberte, verkehrte und auf den Kopf gestellte Welt, wo Monsieur le Capital und Madame la Terre als soziale Charaktere und zugleich unmittelbar als bloße Dinge ihren Spuk treiben. Es ist das große Verdienst der klassischen Ökonomie, diesen falschen Schein und Trug, diese Verselbständigung und Verknöcherung der verschiednen gesellschaftlichen Elemente des Reichtums gegeneinander, diese Personifizierung der Sachen und Versachlichung der Produktionsverhältnisse, diese Religion des Alltagslebens aufgelöst zu haben, indem sie den Zins auf einen Teil des Profits und die Rente auf den Überschuß über den Durchschnittsprofit reduziert, so daß beide im Mehrwert zusammenfallen; indem sie den Zirkulationsprozeß als bloße Metamorphose der Formen darstellt und endlich im unmittelbaren Produktionsprozeß Wert und Mehrwert der Waren auf die Arbeit reduziert. Dennoch bleiben selbst die besten ihrer Wortführer, wie es vom bürgerlichen Standpunkt nicht anders möglich ist, mehr oder weniger in der von ihnen kritisch aufgelösten Welt des Scheins befangen und fallen daher alle mehr oder weniger in Inkonsequenzen, Halbheiten und ungelöste Widersprüche. Es ist dagegen andrerseits ebenso natürlich, daß die wirklichen Produktionsagenten in diesen entfremdeten und irrationellen Formen von Kapital – Zins, Boden – Rente, Arbeit – Arbeitslohn sich völlig zu Hause fühlen, denn es sind eben die Gestaltungen des Scheins, in welchem sie sich bewegen und womit sie täglich zu tun haben. Es ist daher ebenso natürlich, daß die Vulgärökonomie, die nichts als eine didaktische, mehr oder minder doktrinäre Übersetzung der Alltagsvorstellungen der wirklichen Produktionsagenten ist und eine gewisse verständige Ordnung unter sie bringt, grade in dieser Trinität, worin der ganze innere Zusammenhang ausgelöscht ist, die naturgemäße und über allen Zweifel erhabene Basis ihrer seichten Wichtigtuerei findet. Diese Formel entspricht zugleich dem Interesse der herrschenden Klassen, indem sie die Naturnotwendigkeit und ewige Berechtigung ihrer Einnahmequellen proklamiert und zu einem Dogma erhebt.“

Marx möchte im Gegensatz zur klassischen Ökonomie diese Mystifikation ganz auflösen, indem er zunächst von ihrer konkreten Art und Weise absieht. Die innere Organisation der kapitalistischen Produktionsweise als „Versachlichung der Produktionsverhältnisse und ihrer Verselbständigung gegenüber den Produktionsagenten“ möchte er „sozusagen in ihrem idealen Durchschnitt“ darstellen.
Sehe man sich diese ökonomische Dreieinigkeit näher an, so finde man, „die angeblichen Quellen des jährlich disponiblen Reichtums gehören ganz disparaten Sphären an und haben nicht die geringste Analogie untereinander. Sie verhalten sich gegenseitig etwa wie Notariatsgebühren, rote Rüben und Musik.“

## Rezeption
In Jan Rehmanns Interpretation der Marxschen Ideologiekritik zeigt die Kombination von Verdinglichung und Mystifizierung, wie sie unter anderem in der trinitarischen Formel zum Ausdruck komme, dass für Marx in seiner Analyse des Fetischismus die Phänomene Verdinglichung, Heuchelei und freiwillige Unterordnung nicht nur zusammenhängen, sondern unmittelbar in dem materiellen Dispositiv bürgerlicher Dominanz eingeschrieben sind.
Im Unterschied hierzu betont Dieter Wolf in Zustimmung zu Moishe Postone, gesellschaftliche Arbeit als ökonomisch gesellschaftliche Totalität sei der Inhalt des gesamten Werkes Kapital, „vom Wert der einfachen Waren bis zur trinitarischen Formel am Ende des dritten Bandes“.
Die trinitarische Formel gilt neben anderen Beispielen wie dem Warenfetisch auch als Indiz für Marx’ häufige Bezugnahme auf Gespenster. Diese wird im Zusammenhang gesehen wird mit seiner Vorliebe für die romantische deutsche Literatur (Adelbert von Chamisso und E. T. A. Hoffmann) sowie Dichter wie William Shakespeare und Honoré de Balzac.
Nicht-marxistische Ökonomen und Soziologen unterscheiden bis heute drei Produktionsfaktoren, nämlich Kapital, Boden und Arbeit.